# Маленькі повстанці

«Маленькі повстанці» (англ. The Little Movement) — фентезійне оповідання американського письменника Філіпа К. Діка. Вперше вийшло у листопаді 1952 року у дочірній компанії видавництва «Mercury Press» — «Fantasy House» у журналі «Fantasy & Science Fiction». Увійшло до першого тому «Зібраної короткої прози Філіпа К. Діка» 1987 року.
Вперше українською мовою оповідання вийшло у «Видавництві Жупанського» 2019 року у першому томі «Повного зібрання короткої прози» Філіпа К. Діка у перекладі Віталія Корсуна.

## Сюжет
В центрі сюжету — група іграшок, яка планує захопити світ, але має проблеми з дорослими, тому єдина їхня надія — діти. В оповіданні йдеться про Боббі, маленького хлопчика, якому батько купує заводного іграшкового солдатика на ймення Мілорд. Мілорд доручає Боббі піти у «Світ іграшок Дона» і забрати пакунок з іграшками — два танки, кулемет і запасні частини. Проте, інші іграшки хлопчика — набивні ведмедик Теддо та кролик Бонзо, а також ґумове поросятко Фред псують план Мілорда. Згодом з'ясовується, що вони раніше вже знищили іграшкового солдатика такого, як Мілорд.

## Видання українською мовою
- Дік, Філіп. К. Повне зібрання короткої прози. Том 1 / Пер. з англ.: Віталій Корсун, Ігор Гарнік, Єгор Поляков; передмова: Віталій Корсун; післямова: Ната Гриценко. — Київ: Видавництво Жупанського, 2019. — (Ad Astra) — 600 с. ISBN 978-617-7585-07-6
  - Маленькі повстанці (з 26 с. по 34 с.; переклав Віталій Корсун)